# Anedžib
Anedžib je bio 5. faraon 1. dinastije drevnog Egipta, slabo poznat, te je prvi faraon ujedinjenog Egipta koji je svrgnut. 

## Ime
Druga imena ovog faraona su Adžib, Andžieb i Enezib. Maneton ga je nazvao Miebidos (Miebis, Merpubija). Anedžib je Horus ime ovog kralja, a znači "Čovjek s odvažnim srcem" ili "Sigurno je njegovo srce". Na Sakarskom popisu kraljeva, Anedžib je označen kao Merbapen.

## Životopis
Anedžib je bio sin Dena i Sešemetke. Bio je prvi faraon koji je koristio naslov "On od dvije gospodarice", što znači da je pod zaštitom božica blizanki koje se nazivaju Dvije dame ili Dvije gospodarice. Koristio je i naslov "On od šaša i pčele", a taj je naslov upotrebljavao i njegov otac.
Anedžibova je žena bila kraljica Betrest. Sin Betrest i Anedžiba bio je Semerket.
Denova duga vladavina postala je problem zbog nasljeđivanja. Kada je Anedžib došao na vlast nakon očeve smrti, bio je već star. On je vladao u doba dinastijskog sukoba i političke nestabilnosti, te je bio prisiljen ugušiti nekoliko ustanaka u Donjem Egiptu.
Na brojnim kamenim vazama s Anedžibovim imenom su natpisi izbrisani pod njegovim nasljednikom Semerketom što sugerira da je Semerket svrgnuo svog oca Anedžiba. Kasnije je Semerket izbrisan iz Sakarske liste kraljeva, zbog svog djela. Vjeruje se da je Betrest pomogla sinu u svrgavanju oca.

## Duljina vladavine
Dok Maneton tvrdi da je Anedžib vladao 26 godina, gotovo svi egiptolozi odbacuju ovu brojku u prilog daleko kraće vladavine s obzirom na relativno malen broj kraljevskih natpisa na spomenicima. Rekonstrukcija Tobyja Wilkinsona faraonovom vremenu bližeg Kamena iz Palerma u knjizi Royal Annals of Ancient Egypt pokazuje da je Anedžibova vladavina trajala samo "10 potpunih ili djelomičnih godina". Dok se za Anedžiba zna da je "slavio Sed-festival, nešto što se obično ne događa dok kralj duže vrijeme nije bio na prijestolju", Wilkinson naglašava da je to bilo vjerojatno zahvaljujući činjenici da je "Anedžib bio starije životne dobi kada je naslijedio faraona Dena, te da se proslava Sed-festival smatrala istovjetnom obnovi moći kralja koji više nije u naponu životne snage" (Wilkinson: str.79).

## Grobnica
Anedžibova grobnica - grobnica X u Umm el-Qa'abu u Abidu - potvrđuje dojam kako je njegova kratka vladavina bila obilježena krizama. Smatra se "jednim od najgore sagrađenih i najmanjih (grobova) među kraljevskim grobovima Abida, s bijednih 16,4 x 9 m (53.75 X 29.5 ft)" (Clayton: str.25). Njegova grobna komora je bila u potpunosti sagrađena od drva umjesto od kamena, te loše kvalitete izgradnje dok su "susjedna 64 groba za sluge također bila lošeg standarda" 
(Clayton: str.25).
Tijekom Anedžibove vladavine, izgrađena je i grobnica službenika zvanog Nebitka.

## Vanjske poveznice
- Anedžib, 5. kralj 1. egipatske dinastije